# Tordylium maximum
Tordyle élevé
Espèce

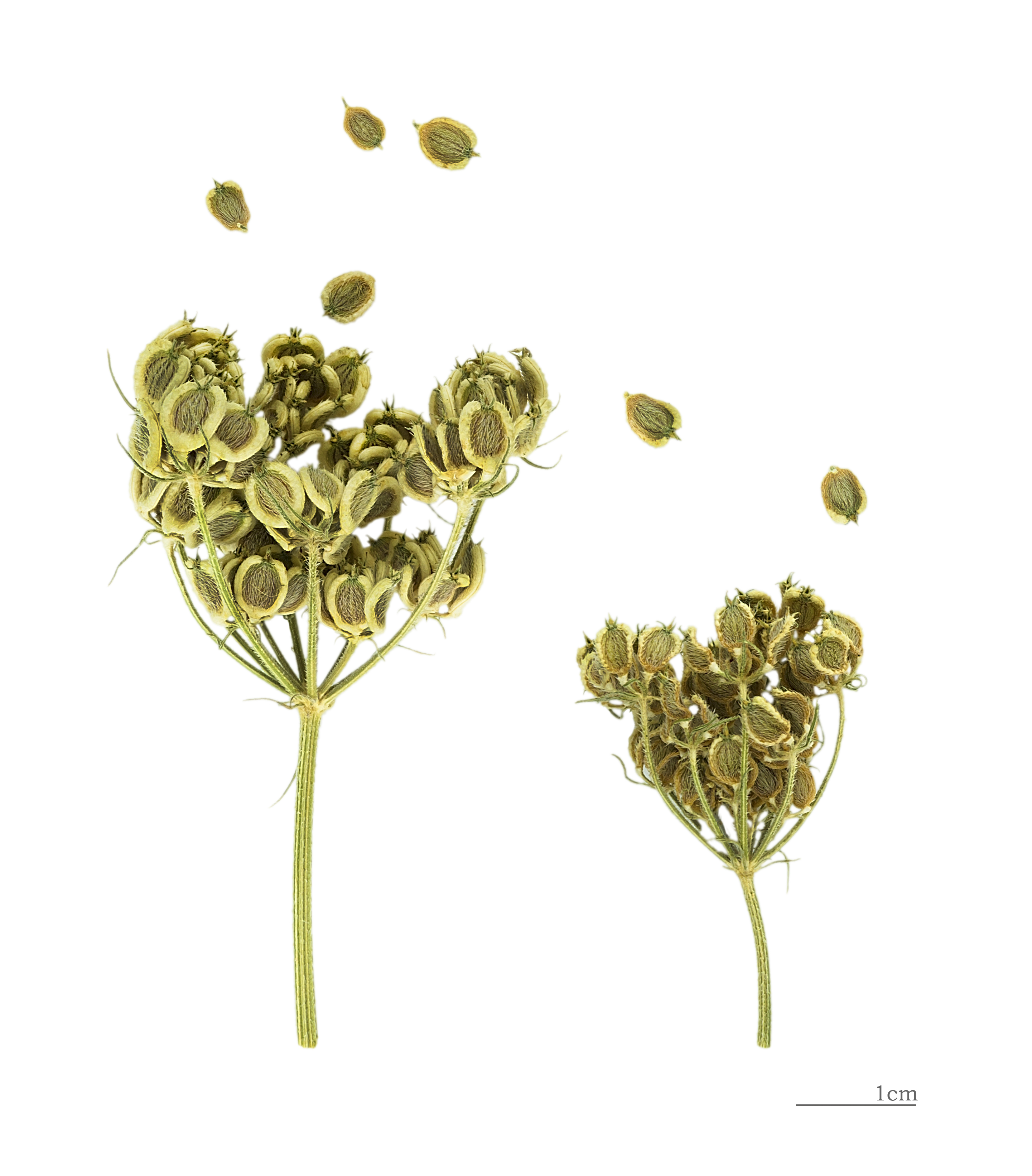
Fruits et graines au Muséum de Toulouse.

Tordylium maximum, le Tordyle élevé, est une espèce de plantes à fleurs de la famille des Apiaceae (Ombellifères). C'est une plante herbacée originaire d'Europe.

## Distribution et habitat
Tordylium maximum est une espèce originaire du sud de l'Europe et d'Europe centrale.
Introduite en Belgique, en Allemagne et Suisse, elle croît dans les endroits secs et ensoleillés, dans les champs cultivés et les vignes, le long des routes et autoroutes, et dans les lieux incultes. Elle fleurit en fin de printemps et en été.

## Systématique
L'espèce Tordylium maximum a été décrite par le naturaliste suédois Carl von Linné en 1753.

### Noms vernaculaires
- Tordyle élevé
- Tordyle majeur